# 히가시카구라정
히가시카구라정(일본어: 東神楽町)은 일본 홋카이도 가미카와 지방 중부 가미카와군에 있는 정이다. 아사히카와 공항이 있다. 근래에는 아사히카와시의 베드타운으로 크게 발전해 도내 굴지의 인구 증가율을 자랑하고 있다. 주민들이 꽃 심기 운동을 해 왔기 때문에 ‘꽃의 정’(花の町)으로도 알려져 있다.
이름은 옛 가구라촌(神楽村, 현 아사히카와시)의 동쪽에 있던 것에서 유래한다.

## 지리
홋카이도 중앙부 가미카와 분지의 평야와 완만한 구릉으로 이루어진다. 이시카리강의 지류인 주베쓰강이 히가시카와정과의 경계를 흐르고 있다. 남북 길이는 최대 6.2km인데 반해 동서 길이는 21.7 km로 길어 물고기와 같은 지형이다.

### 인접한 자치체
- 가미카와 종합진흥국
  - 아사히카와시
  - 가미카와군 히가시카와정, 비에이정

## 역사
- 1943년 - 가구라촌(현 아사히카와시)에서 분리되어 히가시카구라촌이 되었다.
- 1966년 - 정으로 승격해 히가시카구라정이 되었다.

## 경제
예로부터 논이 많아 벼농사를 중심으로 발전해 왔다. 근래에는 공항이 있는 강점을 살려 화훼나 야채의 공급지로 알려져 있다. 일본 수도권의 슈퍼에서도 히가시카구라에서 생산된 야채가 많이 판매되고 있다. 근래에는 공업단지가 조성되어 아사히카와시에서 가구 공장 등이 옮겨 오고 있다.

## 교통

### 공항
- 아사히카와 공항